# Carlo Tullio Altan
Carlo Tullio Altan, född 30 mars 1916, död 15 februari 2005, var en italiensk antropolog, sociolog och filosof. Altan försökte, inspirerad av boken Il mondo magico av Ernesto de Martino, inpränta i politikerna och den allmänna opinionen i Italien vikten av en civil religion, vilket hans sista verk handlade om.

## Verk (urval)
- Lo spirito religioso del mondo primitivo, 1960
- Antropologia, storia e problemi, 1983
- Ethnos e Civiltà, 1995
- Le grandi religioni a confronto, 2002